# Museu d'Art Modern de Madrid
El Museu Nacional d'Art Modern, abreujat Museu d'Art Modern, citat freqüentment per les seves sigles, M. A. M., va ser un museu nacional espanyol, dedicat a l'art dels segles XIX i XX, que va existir entre 1894 i 1971. En aquest any les seves col·leccions d'art vuitcentista van ser traspassades al Museu del Prado, del que en realitat procedien en bona part, mentre que les del segle XX es van integrar en el nou Museu Espanyol d'Art Contemporani (MEAC), antecessor de l'actual Museu Nacional Centre d'Art Reina Sofia.